# 张元勋 (明朝军事人物)
张元勋（1533年—1590年），字世臣，号东瀛，台州府太平县新河（今温岭市新河镇）人，明朝抗倭名将。其旧居现存于新河镇东门街122弄沈家墙里，坐北朝南，是三透九明堂式建筑。墓在新河镇小屿山东麓，尚存。

## 生平
15岁，考中秀才。16岁，倭寇入侵台州，其父张恺散巨资保卫家乡，不幸阵亡。17岁，世袭海门卫新河所百户。隆庆元年（1567年），副总兵。隆庆五年，署都督佥事，代行总兵官镇守广东。万历二年（1574年）冬，大败入侵之寇，擒杀八百余，以功授都督同知。万历五年，从总督凌云翼攻破罗旁瑶寨，晋升都督。